# استاندارد اند پورز

نشان استاندارد اند پورز

استاندارد اند پورز (به انگلیسی: Standard and Poor's) یک سازمان آمریکایی اعتبارسنجی است. این شرکت در پنجم اوت ۲۰۱۱ اعتبار بدهی‌های دولت آمریکا را کاهش داد. همچنین این شرکت به همراه دیگر موسسات اعتبارسنجی متهم به شدت بخشیدن به بحران مالی ۲۰۰۸ شده‌اند. 